# گوانتانامرا (فیلم)
گوانتانامرا (انگلیسی: Guantanamera) فیلمی در ژانر کمدی-درام به کارگردانی توماس گوتییرز آلئا و خوان کارلوس تابیو است. از بازیگران آن می‌توان به خورخه پروگوریا اشاره کرد.